# Chantal Brunel
Pour les articles homonymes, voir Brunel.
 Chantal Brunel, née Zourbas le 9 septembre 1948 à Paris (17e), est une femme politique française.
Membre des Républicains, elle est maire de Bussy-Saint-Georges entre 2014 et 2016 et députée de la huitième circonscription de Seine-et-Marne de 2002 à 2012.

## Biographie

### Formation et engagements
Fille de médecins, d'origine grecque, Chantal Brunel étudie la sociologie à Nanterre. Membre du Conseil de faculté, elle s'oppose à Daniel Cohn-Bendit lors des événements de mai 68. 
Titulaire d'une licence de lettres, elle publie quelques points de vue dans la presse et participe aux débats comme de dernière année de Sciences Po Paris dont elle obtient le diplôme (promotion 1971, section Pol. et Soc.). Elle s'inscrit à cette époque dans le gaullisme de gauche aux côtés de Claude Érignac et Jean Castarède,.

### Carrière professionnelle
Elle commence sa carrière à RTL comme journaliste-stagiaire. 
Elle épouse Denys Brunel, futur directeur général de grande distribution Monoprix.
Devenue giscardienne dans les années 1970 aux côtés de son mari, elle passe près de dix ans en cabinets ministériels, notamment auprès de Jean Foyer, ministre de la Santé, d'Olivier Guichard, d'Albin Chalandon, du ministre de l'Intérieur, Michel Poniatowski,. 
En 1981, elle entre dans le secteur privé et suit en parallèle des études au CPA. Elle reprend en 1989 une imprimerie en difficulté à Torcy dont elle devient la gérante. En 1997, elle reçoit à ce titre le prix des Victoires de l'Emploi de l'Île-de-France pour son action créatrice d'emplois. Elle est élue à la Chambre de commerce de Meaux.

### Députée de Seine-et-Marne
En 1998, elle est élue conseillère régionale en deuxième position sur la liste du Centre et de la Droite en Seine-et-Marne ; elle conserve ce poste jusqu'en décembre 2015.
Elle est désignée dans la 8e circonscription de Seine-et-Marne, ancrée traditionnellement à gauche, candidate par l'UMP le 6 mai 2002, en lieu et place du maire de Bussy-Saint-Georges, Hugues Rondeau, soutenu localement malgré tout par Démocratie libérale, l'UDF et les gaullistes. Elle est élue députée le 16 juin 2002, à 51,67 % des suffrages exprimés (contre 48,33 % pour le député socialiste sortant, Daniel Vachez), pour la XIIe législature (2002-2007). 
Elle défend la construction de l'hôpital de Jossigny, prend position pour que Torcy soit dotée d'une sous-préfecture, et demande le développement du pôle universitaire de Marne-la-Vallée. 
Elle est réélue le 17 juin 2007 pour la XIIIe législature à 50,94 % (46,27 % au premier tour) contre son adversaire PS Olivier Faure.
Elle est porte-parole de l'UMP en 2008-2009, succédant à Nadine Morano.
Elle interpelle en avril 2008, dans l'hémicycle la ministre de l'économie Christine Lagarde sur l'avenir des « 359 niches fiscales » et les « dérives fiscales », mais essuie aussi des critiques sévères quand elle propose la réouverture des maisons closes en mars 2010, ou lorsqu'elle déclare lors des débats sur la LOPPSI à l'Assemblée à propos des risques pédophiles sur Internet que « rien ne justifie qu'on cherche à préserver la liberté de l'internaute ». 
Interrogée sur les demandes d'asile liées aux révolutions du Maghreb de l'hiver 2010-2011, une polémique éclate après qu'elle a déclaré à des journalistes : « Il n’est pas normal qu’on ne rassure pas les Français aussi sur toutes les populations qui viennent de la Méditerranée. Après tout, remettons-les dans les bateaux ! »,. L'ensemble de la classe politique, y compris les responsables de l'UMP, désapprouve ses propos.
Membre de la commission des finances à l'Assemblée, elle défend en octobre 2009 une loi tendant à faciliter l'accès au crédit des PME et à améliorer le fonctionnement des marchés financiers.
Elle siège à la délégation de l'Assemblée nationale aux droits des femmes et à l'égalité des chances entre les hommes et les femmes. En mars 2010, à la suite des prises de position quant à la cause des violences faites aux femmes — à travers son livre Pour en finir avec les violences faites aux femmes et une participation de premier plan sur la loi relative aux violences faites aux femmes débattue à l'Assemblée nationale en février 2010 — elle est nommée par Nicolas Sarkozy rapporteur général de l'Observatoire de la parité. Elle s'engage également contre la polygamie, l'excision et les violences conjugales et pour la condition des femmes immigrées.
Le 17 juin 2012, elle est battue dans la 8e circonscription de Seine-et-Marne par le candidat socialiste, Eduardo Rihan Cypel, avec plus de 52,77 %.

### Élections municipales de 2014
Elle est candidate à la mairie de Bussy-Saint-Georges dans le cadre des élections municipales de 2014. Après avoir remporté le deuxième tour du scrutin avec 40,57 % des suffrages, elle est élue maire le 5 avril 2014. Le 28 octobre 2014, le tribunal administratif de Melun annule l'élection en raison d'irrégularités constatées sur les bulletins de vote du maire sortant Hugues Rondeau. Un appel est interjeté près du Conseil d'État. En 2015, Chantal Brunel a décidé d’arrêter les hausses successives d’impôts survenues lors de l'administration précédente, en baissant la taxe d'habitation de 17,2 %.
Le 10 juin 2015, l'élection est annulée par le Conseil d'État. Une délégation spéciale de la préfecture de la Seine-et-Marne est alors chargée de gérer les affaires de la commune jusqu'à la prochaine élection partielle, les 20 et 27 septembre de la même année. Elle est réélue dès le premier tour le 20 septembre.
Après la démission de la majorité des adjoints  de son équipe fin 2016, une élection municipale partielle a lieu. Elle perd ce scrutin face à Yann Dubosc (UDI) le 11 décembre 2016. Elle demeure cependant conseillère municipale d'opposition jusqu'à sa démission en octobre 2021.
Elle est candidate aux élections législatives de 2017. Le 18 juin 2017, elle est battue par Jean-Michel Fauvergue, candidat LREM, qui obtient plus de 67 % des suffrages exprimés.

## Détail des mandats
- 1re vice-présidente de la communauté d'agglomération de Marne et Gondoire (2014-2015)
- Membre du conseil régional d'Île-de-France (1998-2015)
- en tant que députée :
  - Présidente du groupe d'amitié France-Cambodge
  - Secrétaire du groupe d'amitié France-Chine

## Distinctions
Elle est promue officier de la Légion d'honneur le 30 avril 2002.

## Ouvrage
- Pour en finir avec les violences faites aux femmes, Paris, Le Cherche midi, coll. « Documents », 2010, 260 p. (ISBN 978-2-7491-1541-2)